# Anancistrogera bicornuta
Anancistrogera bicornuta är en insektsart som först beskrevs av Heinrich Hugo Karny 1930.  Anancistrogera bicornuta ingår i släktet Anancistrogera och familjen Gryllacrididae. Inga underarter finns listade i Catalogue of Life.